# Figurizmus
A figurizmus a Kínában szolgálatot teljesítő jezsuiták körében kibontakozott szellemi irányzat a 17. század végén és a 18. század elején, amely szerint a kínai klasszikus művek, különösen az ősi jóskönyv, a Változások könyve keresztényi utalásokat tartalmaz, illetve a kínai kultúra bibliai hagyományokra vezethető vissza.

## Előzményei
Matteo Ricci 1583–tól 1610-ig Kínában végzett úttörő munkásságától kezdődően, a jezsuiták komoly erőfeszítéseket tettek, hogy a kereszténységet a kínai hagyományokkal integrálva megvessék a gyökereit a kereszténységnek. Ricci és követői alapvetően három kínai „szektát” különböztettek meg: a konfucianizmust, a buddhizmust és a taoizmust. Ezek közül a buddhizmust és a taoizmust olyan „pogány” vallásnak tekintették, amelyeknek tanításai összeegyeztethetetlenek a kereszténységgel. Ezek szemben viszont a konfucianizmus alapvető erkölcsi tanrendszerét nem tartották összeférhetetlennek a keresztényi hittel. Elméleteik bizonyításához a konfuciánus szent könyvekben kerestek bizonyítékokat. A 17. század végén egyre intenzívebbé vált a törekvés, hogy áthidalják a kulturális és intellektuális szakadékot Kína és a keresztény Európa között. Elsőként Joachim Bouvet (aki 1688-ban érkezett Kínába) vetette fel, hogy a Változások könyve – amelyet ő maga egyébiránt a világ legrégebbi írott művének tartott – értékes emlékeket tartalmaz az első pátriárkák korából. Erről 1700. november 8-án levélben írt Le Gobiennek és Leibniznek. A jezsuiták körében kialakult az a meggyőződés, hogy Kína legősibb vallása szoros kapcsolatban állt a zsidó–keresztény hagyományokkal.

## Alaptételei
A figurizmus hívei sok mindenben nem jutottak konszenzusra egymással, de a következő három tételben alapvetően egyetértettek:
1. A kronológiai alapok
Az írott forrásokból megismerhető kínai történelem legkorábbi korszakai nem kifejezetten kínaiak, hanem az emberiség történelméhez kapcsolódnak. Ennek alapja, hogy a Kínában is feljegyeztek özönvíz legendát, amelyet a jezsuiták a bibliai özönvízzel azonosítottak, épp ezért egységesen úgy vélték, hogy az ezt megelőző történések a nyugati események kínai interpretációi.
2. A Noétól eredeztetés elmélete
Az özönvizet követően Noé egyik fia, Sém a Távol-Keletre vándorolt és magával vitte Ádám titkos tudásának örökségét. Épp ezért a figurizmus hívei szerint a kínai klasszikusoknak a kereszténység előtti kinyilatkoztatásra vonatkozó utalásokat kell tartalmazniuk. Bouvet szerint a Változások könyve szerzőjének tartott Fu-hszi – akárcsak Zoroaszter és Hermész Triszmegisztosz – nem más, mint az első próféta, Énok.
3. A messiás eljövetele
A figuristák szerint a kínai „szent” jelentésű seng-zsen (聖人) kifejezés magára a messiásra vonatkozik. A jezsuiták számára ez volt a bizonyíték arra, hogy Jézus eljövetelének ígéretét már a kínai klasszikus is tartalmazzák.

## A figurizmus ellenzői
A figurizmusnak Kínában és Európában is voltak ellenzői. Kínában egy tudósokból és hivatalnokokból alakult nyugat-ellenes csoport kétségbe vonta, hogy a kereszténység bármilyen előzménye csakugyan a konfuciánus hagyományok részét képezték volna. Európában, a Katolikus Egyházon belül létezett egy jezsuita-ellenes csoport, amelynek kapóra jöttek a figurizmus tételei, ahhoz, hogy az egyházon belül eretnek elhajlással tudják megvádolni a Kínában tevékenykedő jezsuitákat.

## A figurizmus hatása és hanyatlása
Jean-François Foucquet kivételével a figurizmus hívei nem tudták közre adni elméletüket. Foucquet maga 1729-ben jelentette meg főművét, Tabula Chronologica historiae Sinicæ („A kínai történelem időrendi táblázata”) címen. Mivel azonban a figuristák nem jutottak egységes álláspontra, és a jezsuiták ellen irányuló rítusvitákban kiteljesedett támadások sem teremtettek kedvező környezetet, a figurizmus lassanként elhalt és a kínai jezsuita misszió történetének egyik érdekes lábjegyzete maradt.

## Jelesebb képviselői
- Joachim Bouvet (1656–1732)
- Joseph Henri Marie de Prémare (1666–1735)
- Jean-François Foucquet (1665–1741)
- Jean-Alexis de Gollet (1664–1741)